# Ми, що нижче підписалися (фільм)
«Ми, що нижче підписалися» (рос. «Мы, нижеподписавшиеся») — російський радянський двосерійний художній телефільм 1981 року режисера Тетяни Ліознової, гостросоціальна виробнича драма за однойменною п'єсою Олександра Гельмана.

## Сюжет
Події відбуваються в Радянському Союзі на рубежі 1970—80-х років. Фільм створений в камерному стилі, дія практично повністю протікає в декількох купе одного залізничного вагона.
Приймальна комісія в складі трьох працівників облвиконкому (Віолетта Матвіївна Нуйкіна, дружина професора, Геннадій Михайлович Семенов, зубоскал, бабій і шанувальник випити, і голова комісії Юрій Миколайович Дев'ятов, принциповий і чесний апаратник, колишній військовий юрист) відмовилася підписувати акт про приймання хлібозаводу через недоробки, хоча, в принципі, завод може починати пекти хліб. Комісію, що вертається поїздом з приймання об'єкта, інкогніто супроводжує Леонід Шиндін, диспетчер БМУ, яке будувало об'єкт. Також з Шиндіним їде його колега Малісов і дружина Шиндіна — Алла, що несподівано опинилася в купе.
Завдання Шиндіна — за всяку ціну переконати комісію підписати акт, поки поїзд не прибув в місто Єліне і члени комісії не доповіли керівництву, що об'єкт не прийнятий. Він намагається розговорити Дев'ятова як випадковий попутник, влаштовує скандал з провідником вагона, втягуючи в нього членів комісії, навіть інсценує день народження дружини, видавши її за свою співробітницю, що, надалі, призводить до великої сварки подружжя Шиндіних між собою і з членами комісії.
Шиндін розкриває карти й переконує голову комісії, що є обставини важливіші недоробок на будівництві. Якщо об'єкт не прийняти зараз, з БМУ виживуть чесну і талановиту людину, його начальника Єгорова — новатора, «філософа сільського будівництва». Єгоров неугодний начальнику Будтресту, кар'єристу Гріжелюку, і його старому приятелю замголовиоблісполкому Івану Івановичу. Ті навмисно гальмували будівництво заводу та організували громадську кампанію, яка звинуватила в затримках Єгорова. Вислухавши Шиндіна, Дев'ятов починає розуміти, що він зі своєю принциповістю став мимовільним знаряддям в чужій брудній грі. Нарешті, він приймає рішення підписати акт, але підписувати вже нічого: Шиндін в розпачі порвав і викинув всі п'ять примірників.
Дев'ятов підписує п'ять чистих аркушів паперу і віддає їх Шиндіну. Під впливом авторитету Дев'ятова ставить підписи й Нуйкіна, попри те, що напередодні поїздки її разом з Семеновим викликав Іван Іванович, і дав чітку вказівку: об'єкт не приймати в жодному разі. Третій член комісії, Семенов, протверезівши після «дня народження», навідріз відмовляється підписувати чисті аркуші й після бійки з Шиндіним збігає через відкрите вікно купе після прибуття поїзда в Єліне.
Сходять з поїзда й інші герої. Нуйкіна забирає в Алли даремні без підпису Семенова, але компрометуючі її і Дев'ятова чисті аркуші, а Юрій Миколайович просить Шиндіна передати Єгорову, щоб той неодмінно зв'язався з ним.

## У ролях
| Актор               | Роль                                                                      |
| ------------------- | ------------------------------------------------------------------------- |
| Леонід Куравльов    | Леонід Прохорович Шиндін (головний диспетчер БМУ «Сельхозстрой»)          |
| Ірина Муравйова     | Алла Іванівна Шиндіна (його дружина і колега по роботі)                   |
| Аристарх Ліванов    | Малісов (начальник виробничого відділу, в якому працює Алла)              |
| Юрій Яковлєв        | Юрій Миколайович Дев'ятов (голова комісії, в минулому — військовий юрист) |
| Клара Лучко         | Віолетта Матвіївна Нуйкіна (член комісії)                                 |
| Олег Янковський     | Геннадій Михайлович Семенов (член комісії)                                |
| Микола Парфьонов    | провідник                                                                 |
| Йосип Кобзон        | камео                                                                     |
| Клавдія Козльонкова | пасажирка в поїзді                                                        |
| Володимир Шихов     | молода людина, якій треба виспатися перед відповідальною нарадою          |
| Вадим Захарченко    | ревізор в поїзді                                                          |
| Яків Бєлєнький      | епізод                                                                    |

## Знімальна група
- Автор сценарію:  Олександр Гельман
- Режисер-постановник:  Тетяна Ліознова
- Оператор-постановник:  Петро Катаєв
- Художник-постановник:  Борис Дуленков
- Композитор: Мікаел Тарівердієв
- Художник по костюмах: Биховська Маріам Олександрівна
- Звукооператор: В. Силаєв